# Eucereon archias
Eucereon archias är en fjärilsart som beskrevs av Stoll 1790. Eucereon archias ingår i släktet Eucereon och familjen björnspinnare. Inga underarter finns listade i Catalogue of Life.

## Bildgalleri

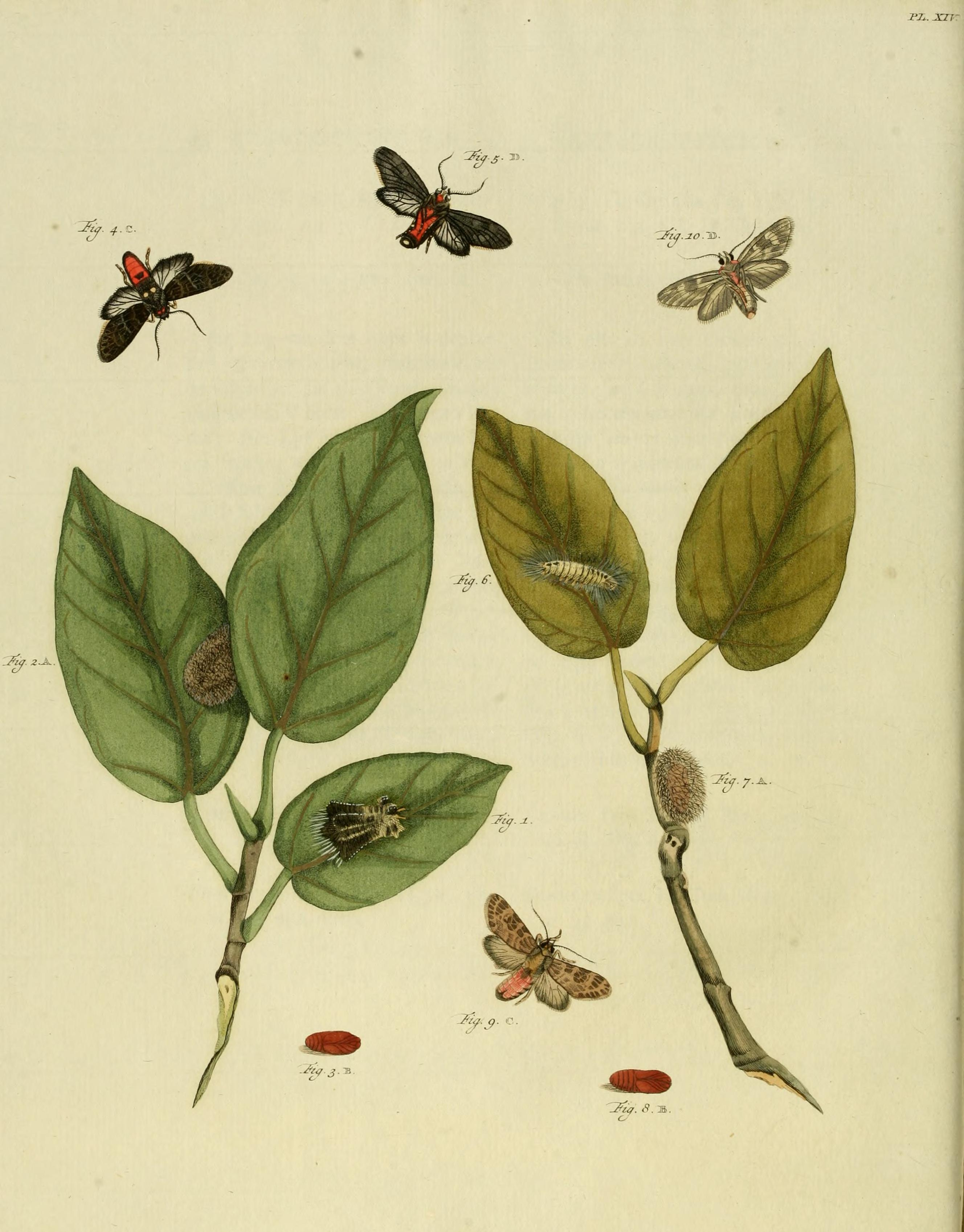